# Villmergen
Villmergen – gmina (niem. Einwohnergemeinde) w północnej Szwajcarii, w kantonie Argowia, w okręgu Bremgarten. 31 grudnia 2022 liczyła 7869 mieszkańców. 1 stycznia 2010 do gminy przyłączono gminę Hilfikon.